# Atenas Diades
Atenas Diades (en griego, Ἀθῆναι Διάδες) es el nombre de una antigua ciudad griega de Eubea. 
En el siglo V a. C. perteneció a la Liga de Delos. A finales de ese siglo pertenecía al territorio de la ciudad de Óreo pero debió recobrar su independencia a principios del siglo IV a. C. ya que la ciudad aparece documentada como uno de los miembros originales de la Segunda Liga ateniense.
Según Estrabón, se encontraba cerca del cabo Ceneo, al norte de la isla de Eubea, cerca de Dío y no lejos de Óreo. Fue fundada por los atenienses. Una tradición recogida en un fragmento de Éforo indica que su fundador había sido Diante, hijo de Abante.
Se ha sugerido que se ubicaba en la acrópolis natural de Kastelli, cerca de la moderna ciudad de Lijada, que contiene restos de varios periodos de la Antigüedad, incluido un gran edificio en su cima que podría ser un templo.